# Boeing Phantom Ray
Boeing Phantom Ray – bojowy bezzałogowy aparat latający (UCAV – Unmanned Combat Aerial Vehicle) o obniżonej skutecznej powierzchni odbicia radiolokacyjnego, opracowany  przez amerykańską firmę Boeing.

## Historia
Aparat powstał jako całkowicie własny projekt Boeinga, który kontynuował badania nad bojowymi, bezpilotowymi aparatami latającymi po anulowaniu programu budowy samolotu Boeing X-45C. Za projekt i budowę maszyny odpowiedzialny jest Boeing Phantom Works. W wewnętrznych komorach przenoszone ma być uzbrojenie aparatu. Phantom Eye ma również posiadać zdolność pobierania paliwa w powietrzu. Pierwsza publiczna demonstracja aparatu odbyła się 10 maja 2010 roku w Saint Louis. Oblot prototypu początkowo przewidywano na grudzień 2010 roku jednak z powodu opóźnień, dziewiczy lot miał miejsce dopiero 27 kwietnia 2011 roku. Lot trwał 17 minut a poprzedzony został kołowaniami aparatu jakie odbywały się w marcu 2011 roku. W trakcie oblotu maszyny, osiągnęła ona pułap 2290 m i maksymalną prędkość 330 km/h. Służyły one zbadaniu działania pokładowych instalacji i wyposażenia maszyny. Aparat przejdzie próby i badania na terenie Centrum Badania Lotu imienia Neila A. Armstronga (wówczas Hugh L. Dryden Flight Research Facility).

## Konstrukcja
Phantom Eye zbudowany jest w układzie latającego skrzydła – bez usterzenia poziomego i pionowego. Wlot powietrza do silnika umieszczony jest nad krawędzią natarcia płata. Tunel dolotowy do silnika opływa kadłub od góry, zaginając się w celu osłonięcia łopatek pierwszego stopnia sprężarki silnika. Samolot posiada trójgoleniowe podwozie z przednim podparciem, chowane w kadłubie podczas lotu.